# News Today
News Today is een Engelstalige avondkrant die uitkomt in Chennai, India. De broadsheet werd in 1982 opgericht. De krant wordt uitgegeven door K. Balakumar, die tevens de hoofdredacteur is. Het dagblad is gevestigd op Mount Road (Anna Salai) in Chennai.